# Partie polityczne Konga
W Republice Konga funkcjonuje system partii dominującej w ramach którego tylko jedna partia może mieć realną władzę w państwie. Obecnie partią rządzącą w Zgromadzeniu Narodowym, jak i w Senacie jest Kongijska Partia Pracy.

## Historia

### Kongo Środkowe
W Kongu Środkowym, zanim uzyskało ono niepodległość, istniały trzy partie polityczne. Najważniejszą z nich była Union Démocratique de Défense des Intérêts Africain (UDDIA), założona przez Abbé Fulbert Youlou. W 1959 roku UDDIA otrzymała 64% głosów w wyborach powszechnych do Zgromadzenia Narodowego i zdobyła 51 z 61 mandatów. Po rezygnacji prezydenta Youlou i rozwiązaniu Zgromadzenia w 1963 r. wszystkie partie polityczne zostały zdelegalizowane. 

### Ludowa Republika Konga
2 lipca 1964 r. oficjalnie ustanowiono Narodowy Ruch Rewolucyjny (Mouforcement National de la Révolution - MNR), kierowany przez prezydenta Alphonse Massamba-Débat, jako jedyną partię polityczną kraju.
W 1969 jej miejsce zajęła, oparta na zasadach marksizmu-leninizmu, Kongijska Partia Pracy (Parti Congolais du Travail - PCT). W 1979 roku, w wyborach do Zgromadzenia Narodowego wszyscy kandydaci byli członkami PCT.  
W 1991 roku opracowano nową konstytucję, która ponownie pozwalała istnieć innym partiom. Konstytucja ta została przyjęta w referendum przeprowadzonym w 1992 roku.  

## Partie polityczne

### Senat
W skład Senatu Republiki Konga wchodzi 11 partii politycznych.
| Partia | Ilość mandatów |
| --- | -------------- |
| Kongijska Partia Pracy (Parti Congolais du Travail PCT)                                                                               | 46             |
| Zgromadzenie na rzecz Demokracji i Postępu Społecznego (Rassemblement pour la démocratie et le progrès social)                        | 2              |
| Ruch Działań Odnowy (Mouvement Action Renouveau, MAR)                                                                                 | 2              |
| Panafrykański Związek na rzecz Demokracji Społecznej (Union Panafricaine pour la Démocratie Sociale UPADS)                            | 2              |
| Parti républicain libéral (PRL) | 1              |
| Patriotic Front (FP) | 1              |
| Party for Unity, Freedom and Progress (Pulp)                                                                                          | 1              |
| Club 2002 - Party for the Unity of the Republic (PUR)                                                                                 | 1              |
| Zgromadzenie obywateli (Rassemblement des Citoyens RC)                                                                                | 1              |
| Republican Dynamics for Development (DRD)                                                                                             | 1              |
| Kongijski Ruch na rzecz Demokracji i Rozwoju Integralnego (Mouvement congolais pour la démocratie et le développement intégral MCDDI) | 1              |

### Zgromadzenie Narodowe
W skład Zgromadzenia Narodowego Republiki Konga wchodzi 17 partii politycznych.
| Partia | Miejsca |
| --- | ------- |
| Kongijska Partia Pracy (Parti Congolais du Travail, PCT)                                                                               | 112     |
| Panafrykański Związek na rzecz Demokracji Społecznej (Union Panafricaine pour la Démocratie Sociale, UPADS)                            | 7       |
| Związek Demokratów i Humanistów (Union des démocrates et humanistes-Yuki, UDH–Yuki)                                                    | 7       |
| Ruch Działań Odnowy (Mouvement Action Renouveau, MAR)                                                                                  | 4       |
| Liberalna Partia Republikańska (Parti républicain libéral, PRL)                                                                        | 2       |
| Zgromadzenie na rzecz Demokracji i Postępu Społecznego (Rassemblement pour la démocratie et le progrès social, RDPS)                   | 2       |
| Club 2002 – Parti pour l'unité et la République (PUR)                                                                                  | 2       |
| Dynamique pour la République et le Développement (DRD)                                                                                 | 2       |
| La Chaîne | 1       |
| Mouvement pour l'unité, la solidarité et le travail (MUST)                                                                             | 1       |
| Club Perspectives et Réalités (CPR) | 1       |
| Zgromadzenie obywateli (Rassemblement des Citoyens, RC)                                                                                | 1       |
| Action permanente pour le Congo (APC)                                                                                                  | 1       |
| Mouvement pour la démocratie et le progrès (MDP)                                                                                       | 1       |
| Związek na rzecz Odbudowy i Rozwoju Konga (Union pour la reconstruction et le développement du Congo, URDC)                            | 1       |
| Kongijski ruch na rzecz Demokracji i Rozwoju Integralnego (Mouvement congolais pour la démocratie et le développement intégral, MCDDI) | 1       |
| Patriotic Union for Democracy and Progress (UPDP)                                                                                      | 1       |
| Niezależni | 4       |
| Razem | 151     |

### Partia pozaparlamentarne
Partie obecne w XIV kadencji Zgromadzenia Narodowego:
- Union for a Popular Movement (UMP)
- Związek Sił Demokratycznych (Union des Forces Démocratiques, UFD)[4]
- Party for Agreement and Political Action (PCAP)
- Congress for Democracy and the Republic (CDR)
- National Movement for the Liberation of Congo (MNLC)